# Origin Pacific Airways
Origin Pacific Airways (code AITA : QO ; code OACI : OGN) est une compagnie aérienne intérieure de Nouvelle-Zélande, basée à Nelson. Elle a cessé d'être en activité le 15 septembre 2006.